# Ugar (település)
Ugar (1904-ig Ublya, szlovákul: Ubľa, ukránul: Vublja) község Szlovákiában, az Eperjesi kerület Szinnai járásában.

## Fekvése
Szinnától 25 km-re délkeletre, az Ublya-patak partján fekszik. Közúti határátkelőhely Ukrajna (Kisberezna) felé.

## Története
A település soltész általi betelepítéssel keletkezett a 14. század második felében. 1567-ben „Oblia” néven említik először. A Drugeth család birtokaként a homonnai uradalomhoz tartozott, később a Szirmay, Dernáth és Schmidegh családé. 1600-ban 63 lakóház állt a településen, ezen kívül temploma, plébániája és egy-két, a soltész tulajdonában álló háza volt. Ekkor a községet a környék legnagyobb településeként tartották számon. A falu régi temploma a 15.–16. században épült. A 17. században és a 18. század elején a lakosság száma csökkent. 1715-ben 26, 1720-ban 17 háztartása volt. A faluban három malom is állt.
A 18. század végén Vályi András így ír róla: „UBLYA. Orosz falu Zemplén Várm. földes Ura Gróf Smideg Uraság, lakosai ó hitüek, fekszik Cziróka vize mellett, Szinához egy mértföldnyire; határja meglehetős, réttyei jók, legelője elég, fája mind a’ kétféle van, malma helyben, piatza Homonnán.”
A 19. század elejétől a Lobkowitzoké. 1828-ban 126 házában 943 lakosa volt. Lakói főként erdőgazdálkodással foglalkoztak.
Fényes Elek 1851-ben kiadott geográfiai szótárában így ír a faluról: „Ublya, orosz falu, Zemplén vármegyében, Szinna fil. 13 romai, 930 g. kath., 18 zsidó lak. Gör. szentegyház, 936 h. szántóföld. Erdő. Malom. F. u. gr. Schmidegg. Ut. p. Unghvár.”
Borovszky Samu monográfiasorozatának Zemplén vármegyét tárgyaló része szerint: „Ugar, előbb Ublya, Ung vármegye határán fekszik. Ruthén kisközség, körjegyzőségi székhely. Van 153 háza és 951, nagyobb részben gör. kath. vallású lakosa. Saját postája van, távírója és vasúti állomása Kisberezna. A homonnai uradalom tartozéka volt s azután a Szirmayak s a gróf Van Dernáth családé lett. Ennek utódja lett gróf Schmiddegh Ferencz, azután gróf Nádasdy Ferencz, kitől 1846-ban herczeg Lobkovitz Lajos vette meg s most a herczeg Lobkovitz Rudolfé. E községben 1879-ben az éhinség uralkodott s 1892-ben s 1903-ban az árvíz okozott nagy kárt. Görög katholikus temploma 1826-ban épült.”
1920 előtt Zemplén vármegye Szinnai járásához tartozott, majd az újonnan létrehozott csehszlovák államhoz csatolták. 1939 és 1945 között ismét Magyarország része.

## Népessége
| Év:            | 1994. | 2004.   | 2014.   | 2024.   |
| -------------- | ----- | ------- | ------- | ------- |
| Emberek száma: | 869   | 873     | 794     | 760     |
| Eltérés:       |       | +0,46 % | -9,04 % | -4,28 % |

| Év:            | 2023. | 2024.   |
| -------------- | ----- | ------- |
| Emberek száma: | 774   | 760     |
| Eltérés:       |       | -1,80 % |

1910-ben 976, túlnyomórészt ruszin anyanyelvű lakosa volt.
2001-ben 881 lakosából 566 szlovák, 176 ruszin, 112 ukrán volt.
2011-ben 808 lakosából 485 szlovák, 223 ruszin és 60 ukrán volt.

## Gazdaság
A faluban működik Szlovákia egyetlen gombkészítő üzeme, mely évente 1,5-4 millió gombot állít elő.

## Nevezetességei
- Szent Miklós tiszteletére szentelt, görögkatolikus fatemploma 1826-ban épült.
- Szent Péter és Pál apostoloknak szentelt ortodox temploma is van.